# Massacre à la tronçonneuse 2
Pour les articles homonymes, voir Massacre à la tronçonneuse.
Série Massacre à la tronçonneuse
Massacre à la tronçonneuse
(1974) Leatherface  : Massacre à la tronçonneuse 3
(1990)
Pour plus de détails, voir Fiche technique et Distribution.
Massacre à la tronçonneuse 2 (The Texas Chainsaw Massacre 2) est un film américain réalisé par Tobe Hooper et sorti en 1986.
C'est la suite du film de 1974. Il est plus cabotin que l'original. Tobe Hooper disait dans The Shocking Truth qu'il voulait s'étendre sur la comédie noire du film original, un élément qui, selon lui, n'avait pas vraiment été remarqué. 

## Synopsis
Depuis plus de 10 ans, le Texas Ranger Lefty Enright, oncle de Sally et de Franklin, cherche sans relâche à venger le meurtre brutal des enfants de son frère par Leatherface et sa famille de cannibales. Aujourd'hui c'est son jour de chance : une présentatrice de radio vient d'enregistrer la bande-son du meurtre par Leatherface de deux jeunes hommes qui étaient en communication téléphonique avec la radio au moment du crime.

## Fiche technique
- Titre français et québécois : Massacre à la tronçonneuse 2
- Titre original : The Texas Chainsaw Massacre 2
- Réalisation : Tobe Hooper
- Scénario : L. M. Kit Carson
- Musique : Tobe Hooper et Jerry Lambert
- Photographie : Richard Kooris
- Montage : Alain Jakubowicz
- Décors : Cary White
- Maquillages : Tom Savini
- Costumes : Carin Hooper
- Production : Yoram Globus, Menahem Golan, Tobe Hooper et L.M. Kit Carson
- Société de production : Cannon Films
- Sociétés de distribution : Cannon Films (États-Unis), UGC Distribution (France)
- Budget : 4,5 millions de dollars
- Pays de production :  États-Unis
- Langue originale : anglais
- Format : Couleurs - 1,85:1 - Stéréo - 35 mm
- Genre : comédie horrifique
- Durée : 100 minutes
- Dates de sortie : 
  - États-Unis : 22 août 1986
  - France : 21 janvier 1987
- Classification[1] :
  - États-Unis : Unrated
  - France : interdit aux moins de 18 ans lors de sa sortie en salle, puis interdit aux moins de 16 ans.
- Affiche : Michel Landi (France)

## Distribution
Légende : Doublage de 1987 / Redoublage
- Dennis Hopper (VF : Daniel Beretta) : le lieutenant « Lefty » Enright
- Caroline Williams (VF : Emmanuèle Bondeville; Laëtitia Lefebvre) : Vanita « Stretch » Brock
- Jim Siedow (VF : Jacques Dynam) : Drayton « the Cook » Sawyer
- Bill Moseley (VF : Henri Courseaux) : « Chop Top » Sawyer
- Bill Johnson : Leatherface (Bubba)
- Ken Evert : grand-père Sawyer
- Harlan Jordan : l'agent de police
- Kirk Sisco (VF : Daniel Russo) : l'inspecteur
- James N. Harrell : le directeur du CutRite
- Lou Perry : L. G. McPeters
- Barry Kinyon (VF : Vincent Ropion) : Buzz, le conducteur de la Mercedes
- Chris Douridas (VF: Mathias Kozlowski) : Rick, le tireur
- Judy Kelly (VF : Perrette Pradier) : Gourmet Yuppette
- John Martin Ivey : Yuppie
- Kinky Friedman : le commentateur sportif
- Wirt Cain : le présentateur
- Dan Jenkins : le commentateur à la télévision

## Production
Le réalisateur Tobe Hooper et le scénariste du premier Kim Henkel envisageaient le scénario de cette suite avec une intrigue de toute une ville de cannibales, satire du film Nuits de cauchemars (1980) lui-même parodie de Massacre à la tronçonneuse. Le titre de cette suite devait être Beyond The Valley Of The Texas Chainsaw Massacre. Le studio demandera finalement des changements considérables. Un nouveau scénariste sera ainsi engagé. Tobe Hooper devait initialement n'être que producteur du film.
Bill Johnson reprend le rôle de Leatherface, tenu par Gunnar Hansen dans le premier film. Ce dernier était à l'origine d'accord pour revenir mais, lorsqu'il a appris qu'il allait recevoir un cachet au tarif syndical, a finalement refusé.
Le tournage a lieu de mai à juin 1986. Il se déroule au Texas : à Austin, Bastrop et Prairie Dell.

## Bande originale
La musique du film est composée par Tobe Hooper et Jerry Lambert. I.R.S. Records commercialise par ailleurs un album de chansons rock. La chanson Crazy Crazy Mama de Roky Erickson est présente dans le film mais pas sur l'album.
Liste des titres
1. The Lords of the New Church - Good to Be Bad – 4:42
2. The Cramps - Goo Goo Muck – 3:02
3. Concrete Blonde - Haunted Head – 2:48
4. Timbuk3 - Life Is Hard – 4:06
5. Torch Song - White Night – 3:42
6. Stewart Copeland - Strange Things Happen – 2:58
7. Concrete Blonde - Over Your Shoulder – 3:20
8. Timbuk3 - Shame on You – 4:48
9. The Lords of the New Church - Mind Warp – 3:42
10. Oingo Boingo - No One Lives Forever – 4:08

## Accueil
Dennis Hopper n'aime pas le film et avouera à l'époque que c'est loin d'être le meilleur film de sa filmographie, ce qu'il répète pour Super Mario Bros. quelques années plus tard.

## Distinctions
- Prix de la meilleure actrice pour Caroline Williams, lors du Festival international du film de Catalogne 1986.
- Nomination au prix du meilleur film, lors du festival Fantasporto 1989.